# Dixa nigrella
Dixa nigrella är en tvåvingeart som beskrevs av Takahashi 1958. Dixa nigrella ingår i släktet Dixa och familjen u-myggor. Inga underarter finns listade i Catalogue of Life.